# Grupo Especial de Operaciones

Abzeichen der GEO

Die Grupo Especial de Operaciones (GEO; deutsch „Spezialgruppe für Operationen“) ist die Spezialeinheit der spanischen Polizei für Terrorismusbekämpfung und Geiselbefreiung. Sie ist in Guadalajara stationiert.

## Auftrag
Die Einheit ist spezialisiert darauf, terroristischen Bedrohungen adäquat mit polizeilichen Mitteln zu begegnen. Sie ist speziell für Geiselsituationen ausgebildet. Oft wird sie aber auch im Kampf gegen die organisierte Kriminalität und im Personenschutz für besondere Würdenträger eingesetzt.

## Organisation

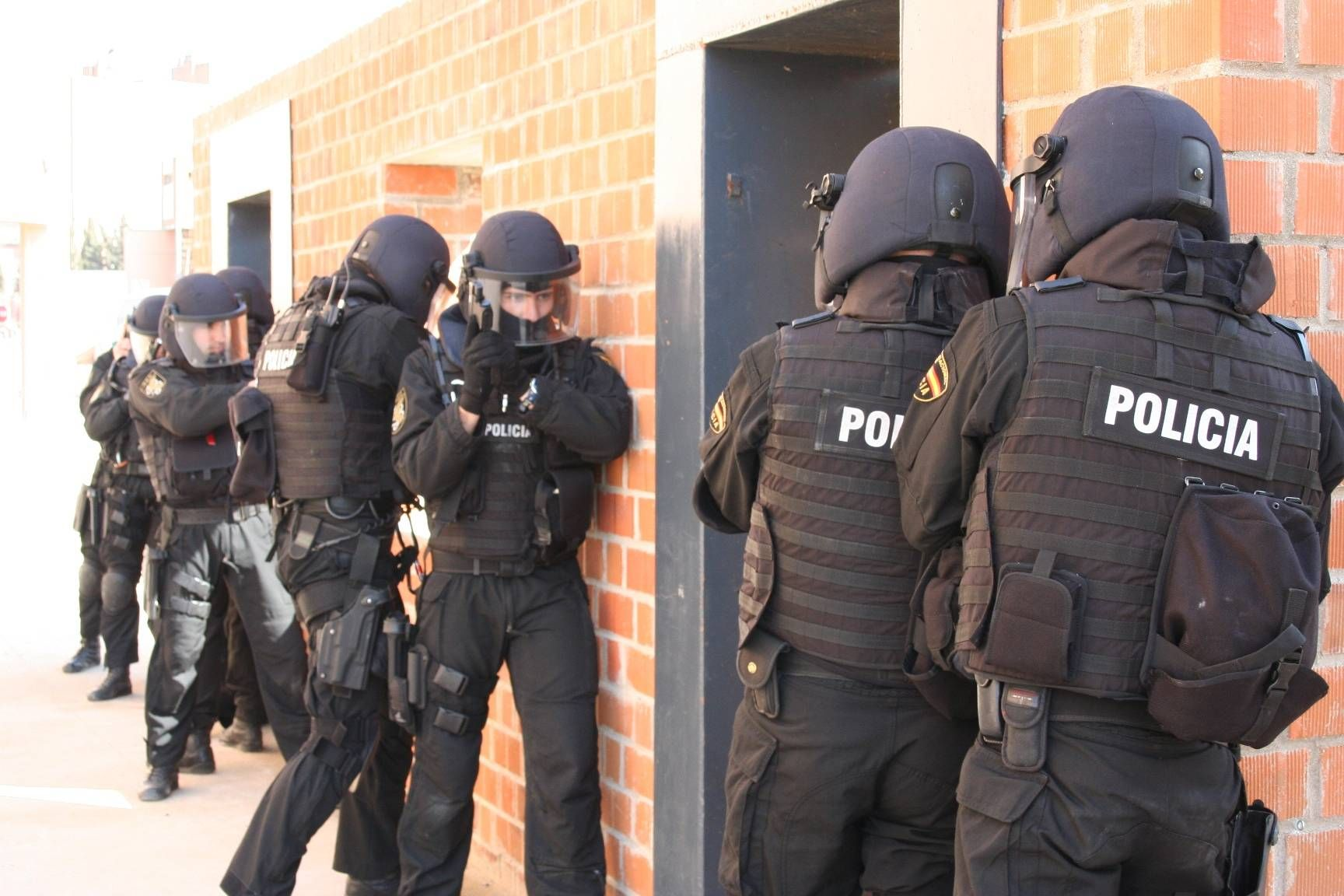
GEO während eines Trainings

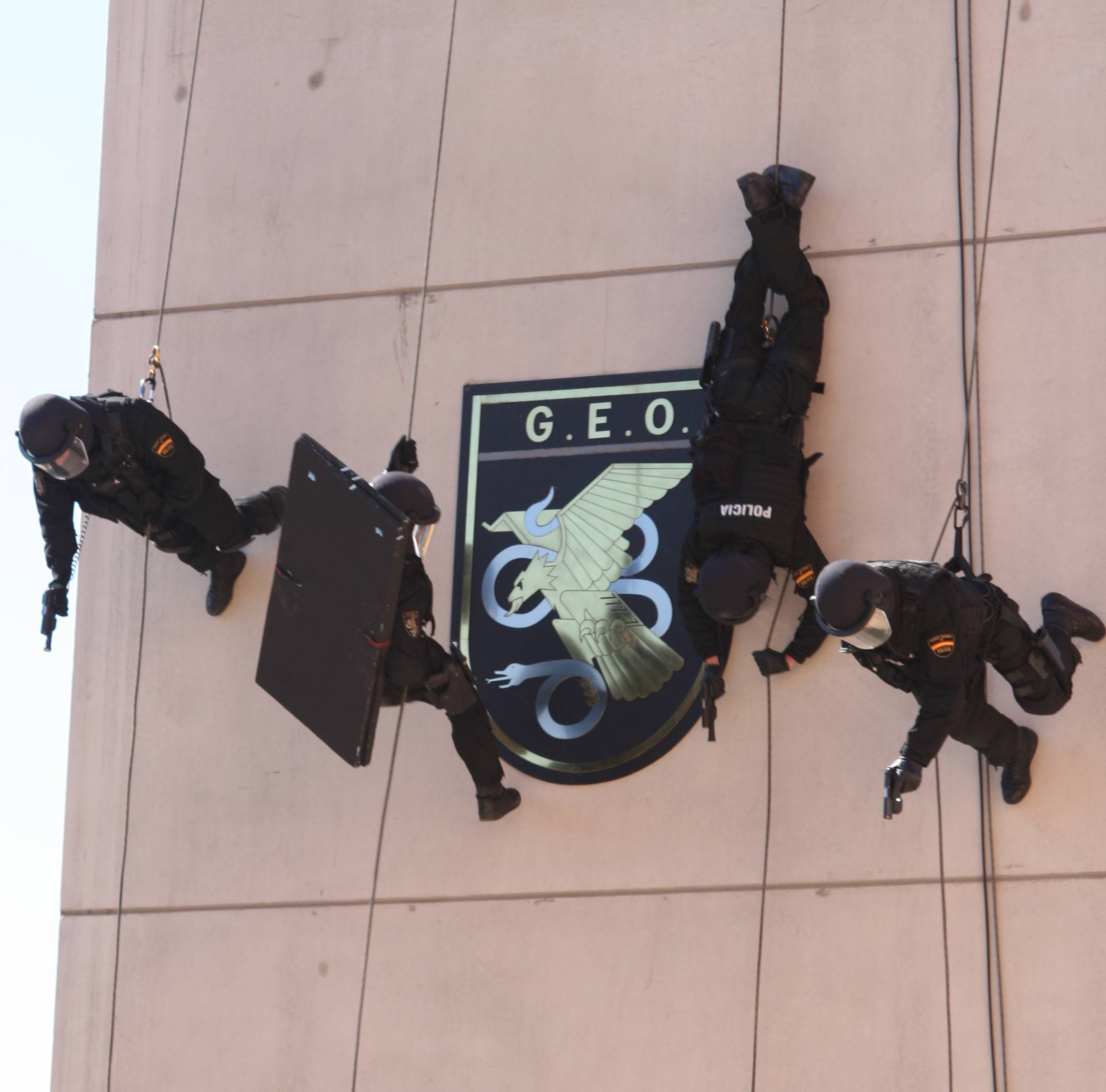
Kräfte der GEO seilen sich ab

GEO unterteilt sich in den Einsatzzug und den Unterstützungszug.
Der Einsatzzug unterteilt sich in drei Einsatzgruppen, den Untergruppen für Ausbildung und Sondereinsatz sowie Technik und Forschung. Jede dieser Untergruppen umfasst zwei Teams bestehend aus je zwei 
Präzisionsschützen, einem Techniker, einem Taucher und einem Experten für Spezialsysteme. 
Die Untergruppe für Ausbildung und Spezialeinsätze ist für die Bewerberauswahl, die Aus- und Fortbildung der Angehörigen der GEO und befreundeter Sondereinheiten zuständig. Hinzu kommen die anfallenden Einsätze.
Die Untergruppe für Technik und Forschung ist für die Entwicklung und Weiterentwicklung von Einsatztaktiken und -techniken, die Erprobung neuer Ausrüstung, die Einsatzauswertung und die Analyse möglicher Ziele terroristischer oder krimineller Vereinigungen zuständig.

## Ausrüstung
Zur Ausrüstung der GEO-Polizisten gehören u. a. Safariland-Holster, Bollé-Commando-Schutzbrillen, AN/AVS9-Nachtsichtgeräte und Surefire-Lampen.
In der Waffenkammer der GEO befinden sich u. a. 
- Heckler & Koch 33 SG1
- Heckler & Koch G3 SG1
- Heckler & Koch G41 TGS
- Heckler & Koch MP5 A2/A3/A5/SD/PT
- Heckler & Koch MP5 K
- Heckler & Koch PSG 1
- Remington 870
- SAKO TRG-21 und TRG-41
- SAN Swiss Arms SG551 SWAT und SG552 Commando
- SIG Sauer P226

## Geschichte
GEO wurde 1978 zur Bekämpfung des Terrorismus und der organisierten Kriminalität mit Unterstützung der deutschen GSG-9 aufgestellt. 1979 wurde GEO der spanischen Presse vorgestellt.
Offiziell bestätigte Einsätze (Auswahl):
- 1984: Bewaffnete Konfrontation mit Mitgliedern der Commandos Autónomos Anticapitalistas, die für den Tod eines Senators verantwortlich waren.
- 1988: Zwei Kommandos der Exercito Guerrilleiro do Povo Galego Ceibe (EGPGC) werden in Orense festgenommen. Damit ist die EGPGC praktisch zerschlagen.
- 1990: In Madrid wird Fernando Silva Sande, der Führer der GRAPO von der GEO gefangen genommen.
- 1990: Einsatz zur Evakuierung der spanischen Botschaft sowie spanischer und anderer europäischer Staatsbürger in Liberia.
- 1992: Die GEO vereitelt einen Anschlag des ETA-Kommandos in Tarragona anlässlich der Olympischen Sommerspiele in Barcelona.
- 1995: GEO verhindert ein Attentat auf König Juan Carlos I., welches mit einer schallgedämpften Waffe von einem ETA-Kommando auf Mallorca ausgeführt werden sollte.

## Europäische Zusammenarbeit
Die GEO kooperiert im Rahmen des ATLAS-Verbundes mit Polizei-Spezialeinheiten anderer europäischer Länder.